# Pharmacis pyrenaicus
Pharmacis pyrenaicus is een vlinder uit de familie van de wortelboorders (Hepialidae). De wetenschappelijke naam van de soort is voor het eerst geldig gepubliceerd door Donzel in 1838.
Het vrouwtje heeft gereduceerde vleugels en kan niet vliegen.
De soort komt voor in Frankrijk en Spanje.